# Shuyaku Sentai Irem Fighter
Shuyaku Sentai Irem Fighter (主役戦隊アイレムファイター?) è un videogioco del 1993 prodotto da Irem per Game Boy.
Nel gioco sono presenti le versioni super deformed di alcuni personaggi e mezzi appartenenti ai titoli Irem R-Type, Mr. Heli, Ninja Spirit e Hammerin' Harry.